# Alicante-Elches flygplats
Alicante-Elches flygplats (spanska: Aeropuerto de Alicante-Elche, valencianska: Aeroport d'Alacant-Elx), (IATA: ALC, ICAO: LEAL), ursprungligen med namnet El Altet, är den största flygplatsen i provinsen Alicante och regionen Valencia i Spanien. Den betjänar även regionen Murcia. Flygplatsen ligger i staden Elx (Elche) 9 km söder om Alicante. Cirka åttio procent av alla passagerarflygningar som trafikerar flygplatsen är internationella. Det största reseströmmarna kommer från Storbritannien, Tyskland och Nederländerna. De mest trafikerade inrikesdestinationerna är Madrid, Palma de Mallorca och Barcelona. Både den internationella och inhemska passagerartrafiken har ökat betydligt under det senaste decenniet.
Det finns två terminaler på flygplatsen, som ligger i anslutning till varandra. En ny tredje terminal är under byggnation och beräknas vara färdig under 2011. Man håller även på att bygga en AVE-höghastighetsjärnväg med station inom flygplatsområdet.

## Historia
El Altet, som flygplatsen ursprungligen hette, öppnades den 4 maj 1967 för att ersätta den äldre flygplatsen La Rabassa som hade varit Alicantes flygplats sedan 1936. Flygplatsens namn El Altet kommer från området där flygplatsen ligger som heter just El Altet. Den första reguljära flygningen som landade på flygplatsen var en Convair Metropolitan från det spanska flygbolaget Aviaco. Iberia startade upp reguljära flygningar från Alicante till Madrid och Barcelona i november 1969. I början av 1970-talet nådde antalet årliga passagerare över en miljon, vilket föranledde byggandet av en ny passagerarterminal. Under senare delen av 1970-talet förlängdes rullbanan till tre kilometer. I slutet av 2007 etablerade Ryanair, Europas största lågprisflygbolag, en bas på flygplatsen med två flygplan. Antalet flygplan som Ryanair har baserat på flygplatsen har sedan dess ökat, och sedan mars 2010 har bolaget nio flygplan baserade och totalt trafikerar bolaget 59 linjer till/från Alicante.

## Flygbolag och destinationer

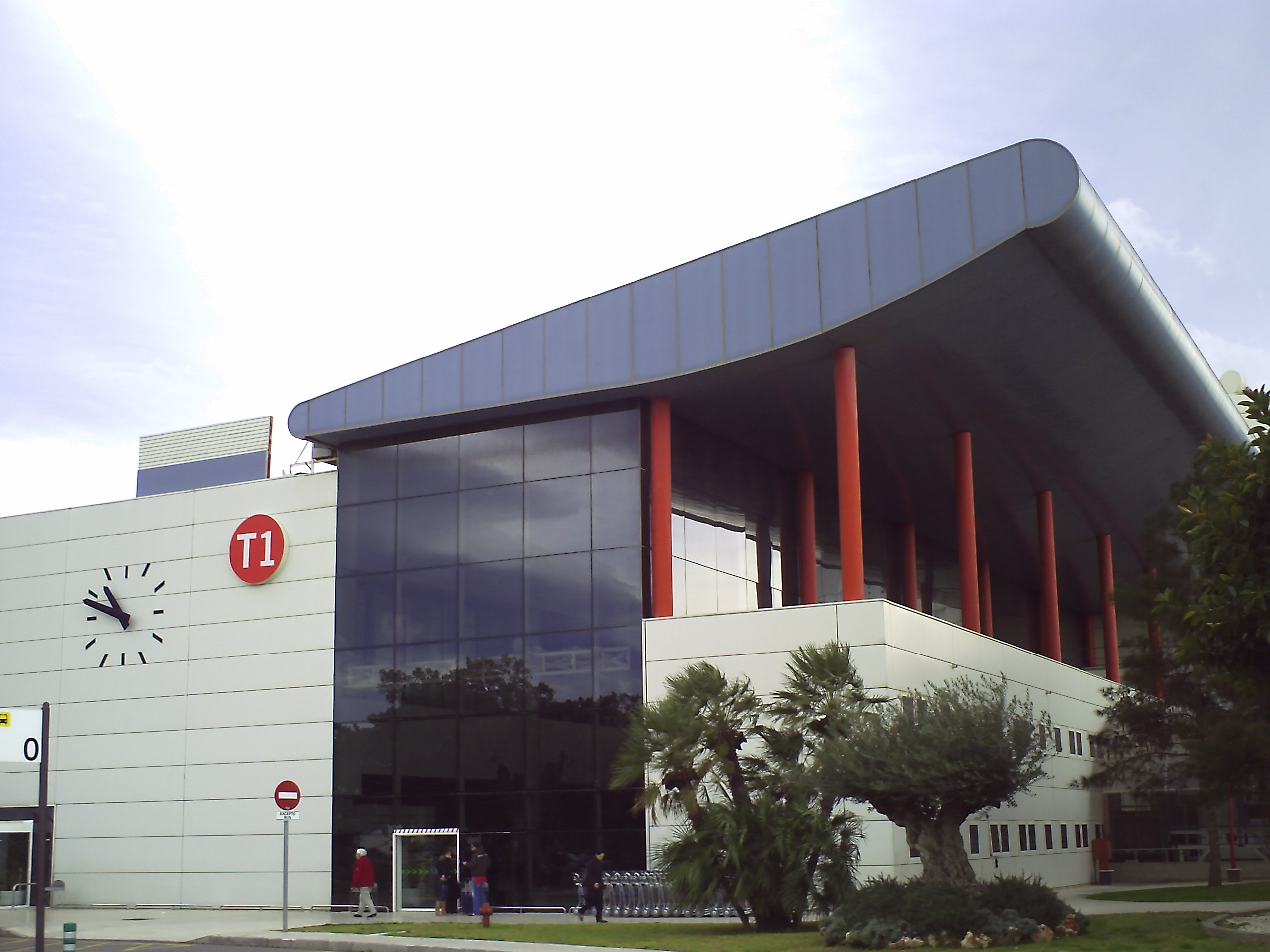
Terminal 1

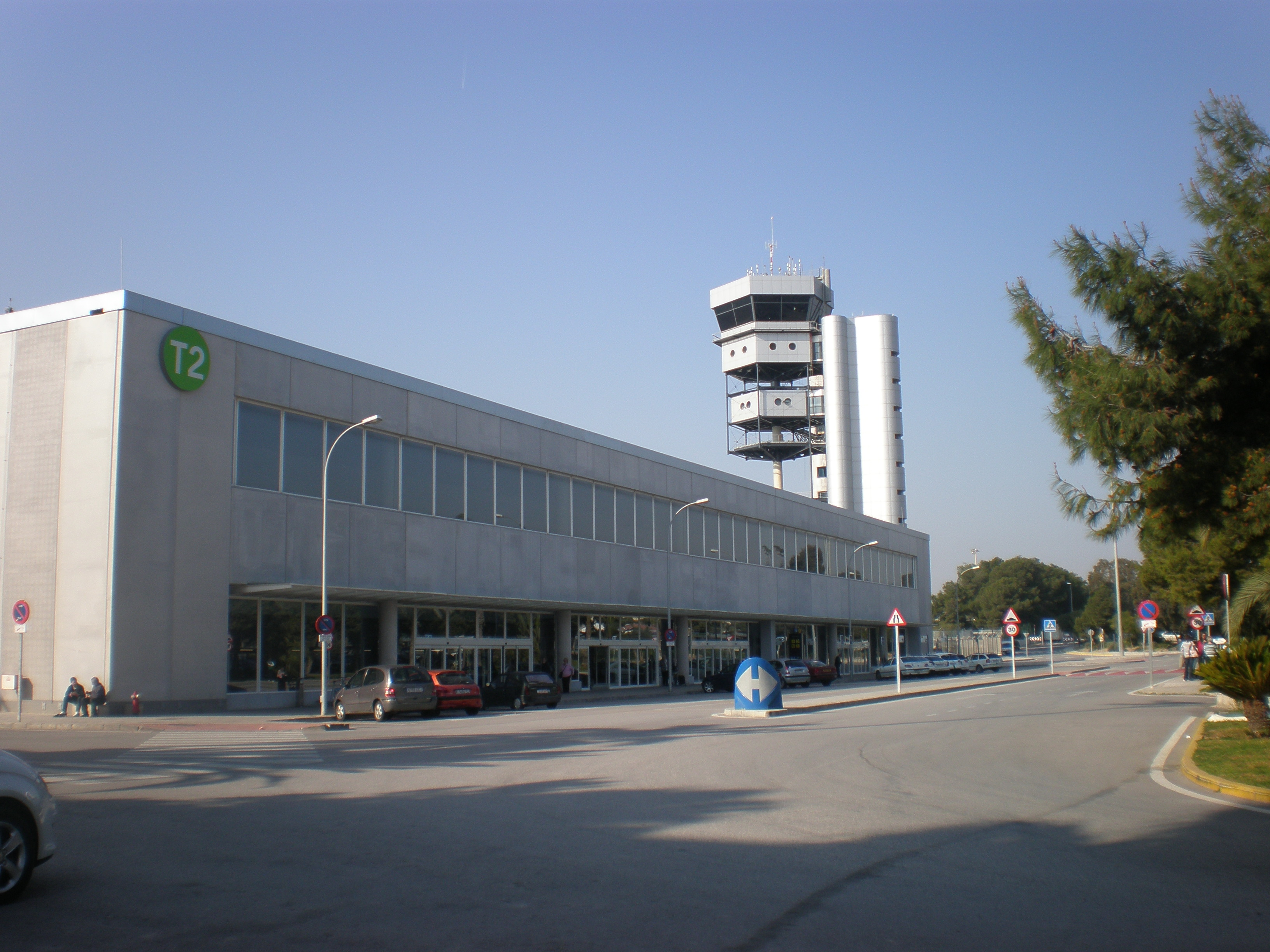
Terminal 2

### Reguljära destinationer
Flygbolag och reguljära destinationer från Alicante-Elches flygplats:
| Flygbolag                                  | Destinationer |
| ------------------------------------------ | --- |
| Aer Lingus                                 | Belfast International [säsong], Cork [säsong], Dublin |
| Air Algérie                                | Alger [från 26 Juni 2011, säsong], Oran |
| Air Europa                                 | Menorca [säsong], Palma de Mallorca, Paris-Orly, Teneriffa Söder |
| Air Finland                                | Helsingfors-Vanda |
| Bmibaby                                    | Birmingham, Cardiff, East Midlands |
| Bulgaria Air                               | Sofia [säsong] |
| EasyJet                                    | Belfast International, Bristol, Edinburgh [säsong], Glasgow International, Liverpool, London-Gatwick, London-Luton [säsong], London-Stansted, Manchester, Newcastle |
| EasyJet Switzerland                        | Basel-Mulhouse, Genève |
| Flybe                                      | Exeter, Southampton |
| Iberia                                     | Madrid-Barajas |
| Iberia regional (utförs av Air Nostrum)    | Asturias [säsong], Bilbao, Gran Canaria, Ibiza, Menorca [säsong], Sevilla, Teneriffa-Nord [säsong] |
| Iceland Express (utförs av Astraeus)       | Reykjavik-Keflavík [säsong] |
| Icelandair                                 | Reykjavik-Keflavík [från 14 April 2011, säsong] |
| Jet2.com                                   | Blackpool, East Midlands [från 12 Maj 2011], Glasgow International, Leeds Bradford, Manchester [säsong], Newcastle [från 1 April 2011] |
| Norwegian Air Shuttle                      | Bergen, Helsingfors-Vanda [från 12 Maj 2011], Köpenhamns, Stockholm-Arlanda, Oslo-Gardermoen, Oslo-Rygge, Oslo-Torp/Sandefjord, Stavanger, Trondheim |
| Ryanair                                    | Århus [säsong], Billund, Birmingham, Bologna, Bournemouth, Bratislava, Bremen, Bristol, Brno [från 16 April 2011], Bryssel-Charleroi, Cork [säsong], Derry [säsong], Doncaster-Sheffield [säsong], Dublin, East Midlands, Edinburgh, Eindhoven, Fes-Saïss [säsong], Frankfurt-Hahn, Gdańsk [säsong], Glasgow-Prestwick, Göteborg-City, Haugesund, Humberside [från 12 April 2011], Karlsruhe-Baden, Kaunas, Kerry [säsong], Knock [säsong], Kraków, Leeds Bradford, Liverpool, London-Gatwick, London-Stansted, Maastricht Aachen, Madrid-Barajas, Magdeburg-Cochstedt, Malmö [startar 30 juni 2011], Manchester [från 13 April 2011], Marrakech-Menara, Memmingen, Milano-Bergamo, Oslo-Rygge, Oslo-Torp/Sandefjord, Palma de Mallorca [säsong], Beauvais, Pisa [säsong], Poznań [säsong], Santander [säsong], Santiago de Compostela, Sevilla, Småland-Växjö [säsong], Stockholm-Skavsta, Stockholm-Västerås [säsong], Tammerfors, Treviso, Valladolid [säsong], Düsseldorf-Weeze, Wrocław [säsong], Zaragoza |
| Scandinavian Airlines                      | Stockholm Arlanda Airport, Bergen, Kristiansand-Kjevik [säsong], Oslo-Gardermoen, Stavanger, Trondheim |
| S7 Airlines                                | Moskva-Domodedovo |
| Transavia.com                              | Amsterdam, Eindhoven, Rotterdam |
| TUI Airlines Belgium (utförs av Jetairfly) | Bryssel, Liège, Oostende-Brygge |
| Vueling Airlines                           | Amsterdam, Barcelona, Ibiza [säsong], Paris-Charles de Gaulle |
| Wizz Air                                   | Bukarest, Cluj-Napoca |

### Charterdestinationer
Flygbolag och charterdestinationer från Alicante-Elches flygplats:
| Flygbolag             | Destinationer |
| --------------------- | --- |
| Air Europa            | Asturias [säsong], Bilbao [säsong], Santiago de Compostela [säsong], Sevilla [säsong], Vitoria-Gasteiz [säsong]                                               |
| Scandinavian Airlines | Kristiansand-Kjevik [säsong], Oslo-Gardermoen [säsong] |
| Swiftair              | Bilbao [säsong] |
| Thomas Cook Airlines  | Belfast International [säsong], Birmingham, Durham Tees Valley [säsong], East Midlands, Glasgow International, Leeds Bradford, Manchester, Newcastle          |
| Thomsonfly            | Birmingham, Bristol, Cardiff, Doncaster-Sheffield, Durham Tees Valley [säsong], East Midlands, Glasgow International, Gatwick, Manchester, Newcastle, Norwich |
| Transavia.com         | Amsterdam [säsong] |
| Tunisair              | Tunis [säsong] |